# Heaviside-Lorentz-Einheitensystem
Das Heaviside-Lorentz-Einheitensystem (HLE) ist ein physikalisches Einheitensystem. Es ist nach Oliver Heaviside und Hendrik Antoon Lorentz benannt.
Ein Vorzug des Heaviside-Lorentz-Einheitensystems ist die weitestgehende Vereinfachung der Maxwell-Gleichungen. So fallen im Heaviside-Lorentz-Einheitensystem die {\displaystyle \varepsilon _{0}}-Faktoren weg (elektrische Feldkonstante) bzw. nehmen den Wert 1 an. In Kraftgesetzen taucht dafür der Faktor {\displaystyle 4\pi } auf. Das HLE ist somit ein rationalisiertes Einheitensystem.
In der theoretischen Physik, besonders der Hochenergiephysik, wird das Heaviside-Lorentz-Einheitensystem verwendet, um Herleitungen und die Struktur von Formeln klarer zu machen. Zum Vergleich kann anschließend ins Gaußsche oder in das SI-Einheitensystem umgerechnet werden.

## Definition
Das HLE ist eine Variante des CGS-Einheitensystems und verwandt mit dem Gaußschen Einheitensystem; der Unterschied ist in vielen Formeln ein Faktor {\displaystyle 4\pi }.

Die Formeln aus dem SI können wie folgt in das Heaviside-Lorentz-Einheitensystem transformiert werden: 
- {\displaystyle \varepsilon _{0}} (die Elektrische Feldkonstante) wird durch {\displaystyle 1} ersetzt.
- {\displaystyle \mu _{0}} (die Magnetische Feldkonstante) wird durch {\displaystyle 1/c^{2}} ersetzt.
- {\displaystyle {\vec {B}}} (die Magnetische Flussdichte) wird durch {\displaystyle {\vec {B}}/c} ersetzt.

Die umgekehrte Transformation kann nicht mit simplen Regeln angegeben werden. Dies liegt daran, dass man bei der Transformation von SI-Einheiten in Heaviside-Lorentz-Einheiten eine dimensionsbehaftete Größe verliert – statt {\displaystyle \varepsilon _{0}} und {\displaystyle \mu _{0}} tritt nur noch {\displaystyle c} auf. Zwar können nacheinander der dritte und der zweite Schritt rückgängig gemacht werden, da in den Maxwell-Gleichungen des SI die Lichtgeschwindigkeit nicht explizit auftritt, doch kann nicht jede Eins durch {\displaystyle \varepsilon _{0}} ersetzt werden. 
Genauere Beziehungen zwischen den verschiedenen Systemen sind im Artikel Elektromagnetische Maßeinheiten angegeben.

## Beispiele

### Coulomb-Gesetz
Das Coulomb-Gesetz hat im HLE die Form
{\displaystyle {\vec {F}}={\frac {q_{1}\cdot q_{2}\cdot {\vec {r}}}{4\pi \cdot r^{3}}}}
mit {\displaystyle r=\left|{\vec {r}}\right|=\left|{\vec {r}}(q_{1})-{\vec {r}}(q_{2})\right|}.
Hier kann die Größe {\displaystyle {\frac {q_{2}\cdot {\vec {r}}}{4\pi \cdot r^{3}}}} als elektrischer Fluss pro Kugelfläche interpretiert werden, also als elektrische Flussdichte {\displaystyle {\vec {D}}}. Dies entspricht der Feldstärke {\displaystyle {\vec {E}}_{2}}, die von {\displaystyle q_{2}} am Ort von {\displaystyle q_{1}} erzeugt wird.
Mit dieser Definition ist im HLE das Coulomb-Gesetz noch einfacher:
{\displaystyle {\vec {F}}=q_{1}\cdot {\vec {E}}_{2}}.

### Materialgleichungen
Auch die Materialgleichungen der Elektrodynamik lassen sich im HLE besonders einfach formulieren:
{\displaystyle {\vec {D}}={\vec {E}}+{\vec {P}}\quad } und   {\displaystyle {\vec {H}}={\vec {B}}-{\vec {M}}\quad }.